# المعاضيد (العراق)
قرية المعاضيد وهي قرية تتبع مدينة عانة وتقع في محافظة الأنبار غرب العراق، وتقسم إلى المعاضيد الشرقية والمعاضيد الوسطى والمعاضيد الغربية.